# Cyanomitra olivacea
El suimanga oliváceo (Cyanomitra olivacea) es una especie de ave paseriforme de la familia Nectariniidae. Se encuentra en África al sur del Sahel. Prefiere las regiones forestadas, y está ausente de las secas, las regiones más abiertas, como el Cuerno de África y el sureste de África central y del suroeste. A veces se le coloca en el género Nectarina .

## Subespecies
- Cyanomitra olivacea guineensis
- Cyanomitra olivacea cephaelis
- Cyanomitra olivacea obscura
- Cyanomitra olivacea ragazzii
- Cyanomitra olivacea changamwensis
- Cyanomitra olivacea neglecta
- Cyanomitra olivacea granti
- Cyanomitra olivacea alfredi
- Cyanomitra olivacea sclateri
- Cyanomitra olivacea olivacina
- Cyanomitra olivacea olivacea